# کشت روی خطوط تراز
کشت روی خطوط تراز یا کشت تراز یا کشت کنتوری (Contour farming): در این کشت شخم و کشت در روی خطوط تراز انجام می‌شود. این عمل علاوه بر حفاظت خاک ، آب را نیز حفظ می‌کند و رطوبت بیشتری را برای محصول فراهم می‌سازد.

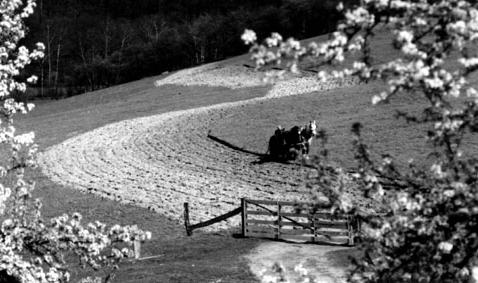
کشت روی خطوط تراز، پنسیلوانیا، ۱۹۳۸